# Афера Профјумо
Афера Профјумо је политички скандал 1963. у Уједињеном Краљевству, који је именован по бившем британском министру одбране Џону Профјуму.
Афера је настала након што је Профјумо имао кратак љубавни однос са стриптизетом Кристином Килер, а после тога је лагао кад су га испитивали у Парламенту Уједињеног Краљевства. Скандал је присилио Профјума да поднесе оставку, а влада Харолда Макмилана је изгубила углед. Неколико месеци након скандала и сам Макмилан је дао оставку. Скандал је изазвао пад владе.

## Профјумов однос са Кристином Килер
Почетком 1960-их Профјумо је био британски министар одбране, што је била веома висока позиција у конзервативној влади Харолда Макмилана. Био је ожењен глумицом Валери Хобсон. Профјумо је срео стриптизету Кристину Килер на једној журци у Кливдену на имању лорда Астора. Много година касније тврдио је свом сину да ју је срео много раније у једном ноћном клубу и да је можда попио пиће са њом. Кливденску журку је организовао остеопат Стивен Ворд. Присутна је била и Профјумова жена. Започео је са Кристином Килер љубавну везу, која је потрајала само неколико седмица. Гласине о тој љубавној вези избиле су 1962. у јавност. Осим тога у јавност су доспеле и информације да је Килерова имала везу и са совјетским војним аташеом Јевгенијем Ивановим. То је било доба Хладног рата, а Профјумо је био министар одбране. Због свега тога сматрало се да то може потенцијално угрожавати националну безбедност. У то време у Британији су се често откривали страни агенти, а Кубанска ракетна криза је била у пуном замаху. Афера је брзо постала јавни скандал.

## Признање и оставке
У марту 1963. Профјумо је у Дому комуна рекао да није било ничега непримеренога у његовом односу са Килеровом. Новине су наставиле даље са писањем о целом случају, па је положај владе био јако тежак. У јуну 1963. Профјумо је признао да је лагао и да њихов однос јест био неприличан. Поднио је оставку 5. јуна. Лорд Данинг је 25. септембра о свему издао владин извештај, а месец дана након тога председник владе Харолд Макмилан је дао оставку.
Стивен Ворд је осуђен због тога јер живео од неморалне зараде на проституцији, па је у августу извршио самоубиство. Кристина Килер је осуђена на девет месеци за поједина кривоклетства, која нису имала везе са овим случајем. Профјумо је умро 9. марта 2006.